# 科寧 (波蘭)
科寧（波蘭語：Konin，[ˈkɔnin]）是位於波蘭中部瓦爾塔河沿岸的一個城市，科寧縣的縣治，約有6.7萬人。1999年省分整併時，科寧被合併入大波蘭省，在此之前科寧是科寧省的省會（1975–1998年）。

## 歷史

### 史前時期
科寧最早的人類居住的遺跡可以追溯到舊石器時代。在科寧附近的瓦爾塔河的河岸發現了古老的燧石工具。其中最早的在公元前9000 - 8000年。

### 古代時期
科寧附近最早的城鎮是在羅馬帝國時期，通往波羅的海的琥珀之路通過附近。

### 中世紀
14世紀後半期和15世紀是科寧快速發展的時期。

### 20世紀
20世紀初期，科寧在文化，教育，社會生活等領域快速發展。1905年，在科寧爆發了罷工。

## 標誌性建築

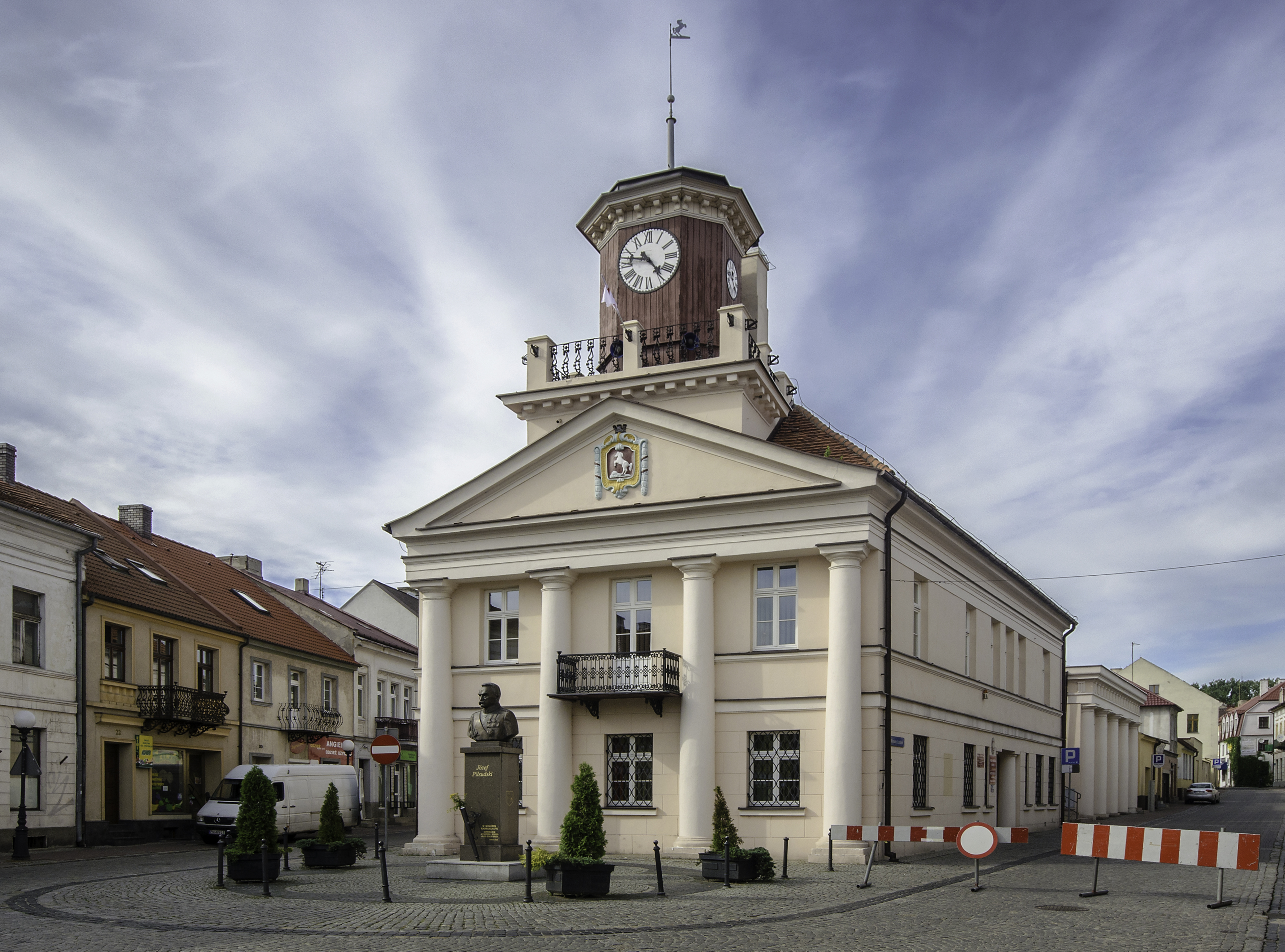
市政廳（波兰语：Ratusz w Koninie）
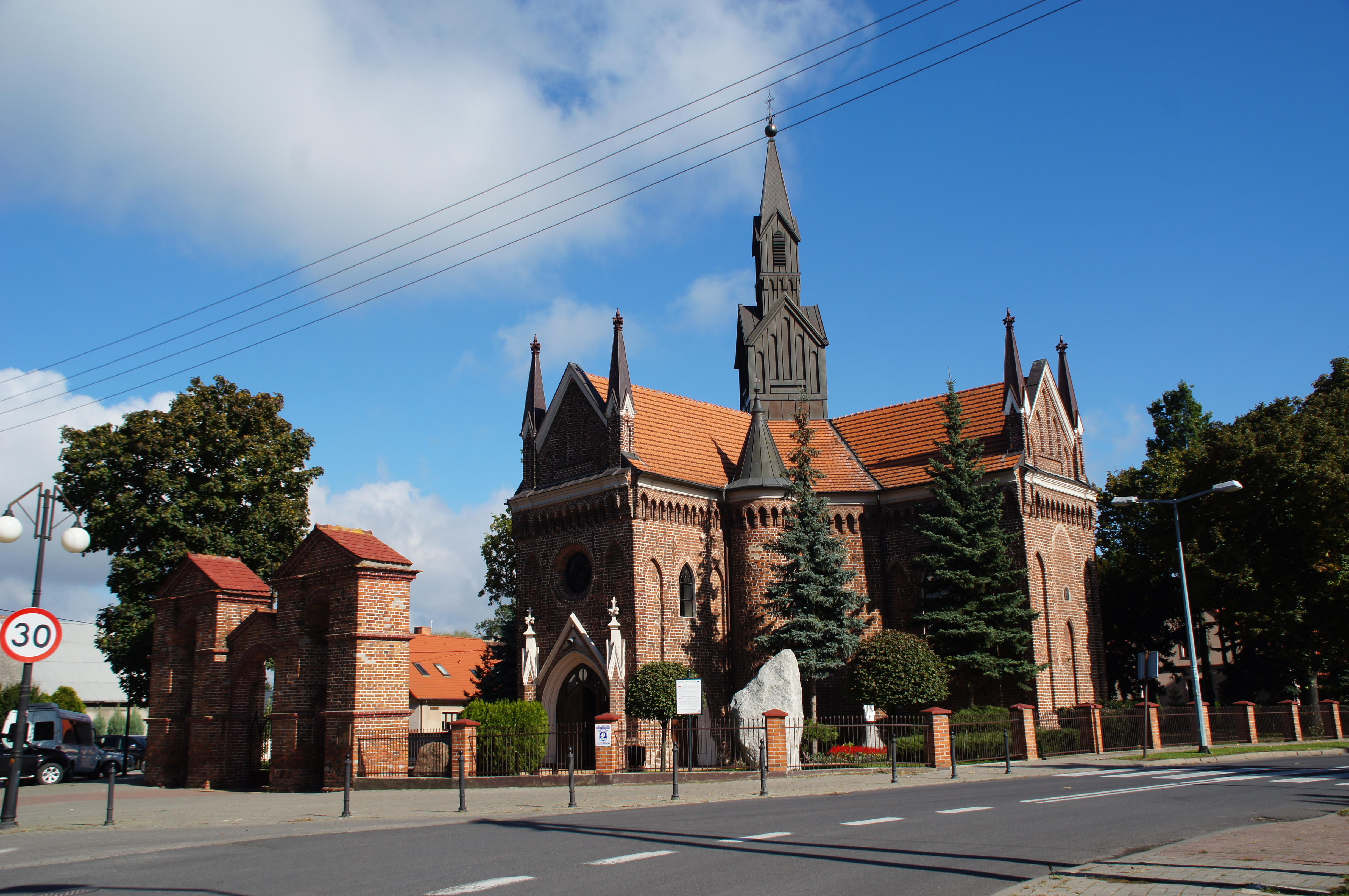
聖安德瑞教堂（波兰语：Kościół św. Andrzeja Apostoła w Koninie）
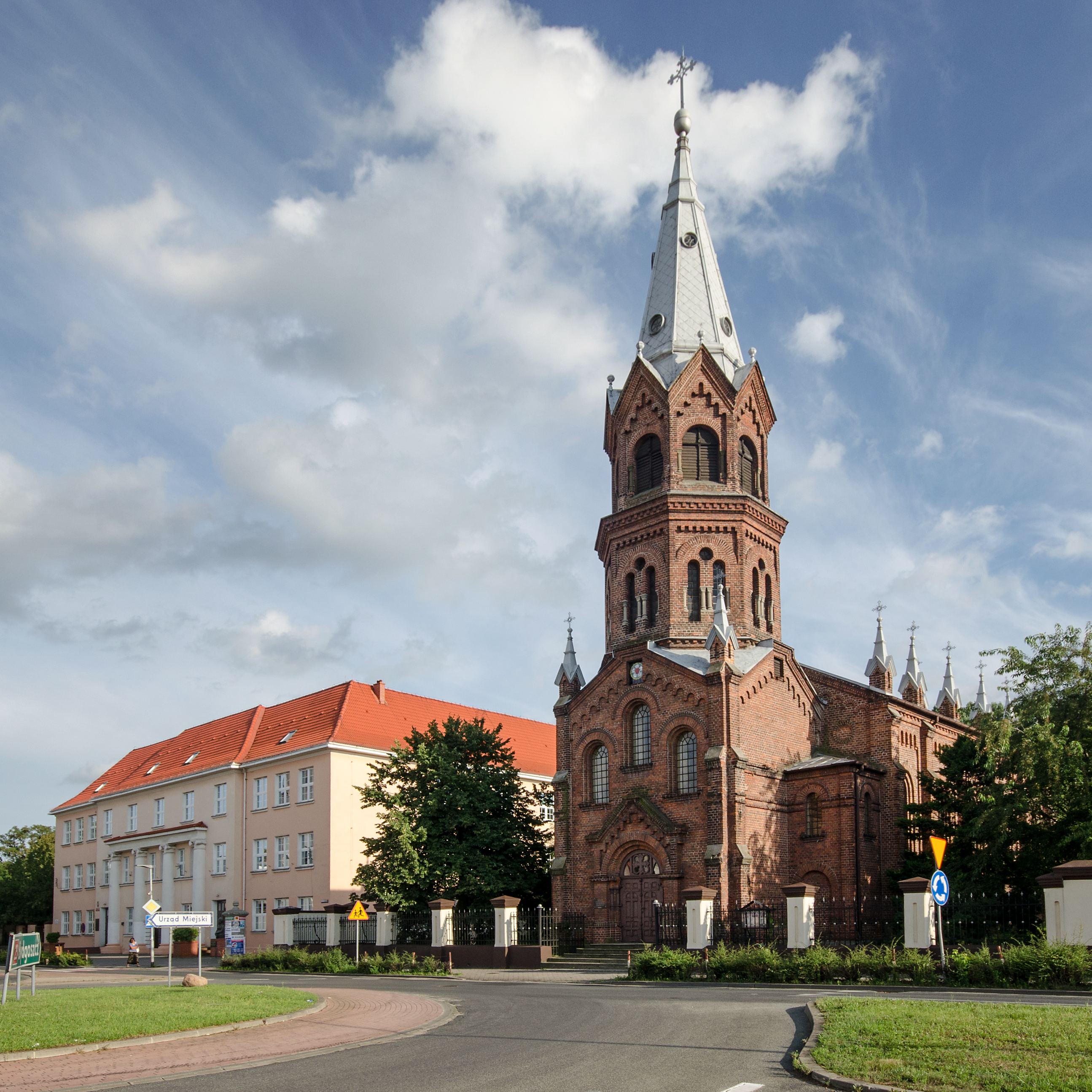
科寧聖靈教堂（波兰语：Kościół Świętego Ducha w Koninie）

## 友好城市
- 法國 埃南-博蒙
- 保加利亚 卡爾洛沃